# Chacals (film)
Pour les articles homonymes, voir Chacals.
Chacals (ou Les Chacals) est un film français muet réalisé par André Hugon, sorti en 1917.

## Fiche technique
- Titre : Chacals
- Premier titre : Les Chacals
- Réalisation : André Hugon
- Scénario : Albert Dieudonné et André Hugon, d'après le roman Chacals d'Arnold Day[1]
- Photographie : Karémine Mérobian (cadreur[1])
- Pays de production :  France
- Format : Noir et blanc - Muet
- Genre : Aventure
- Année de sortie : 
  - France : 1917

## Distribution
- André Nox : Gervisi
- Louis Paglieri : Higgins
- M. Byon : James Hampton
- Musidora : Dolores Melrose
- Marc Gérard : Benedictus
- René Carrère : Goldoya
- Maggy Delval